# Gastrophryne carolinensis
Gastrophryne carolinensis es una especie  de anfibios de la familia Microhylidae.

## Distribución geográfica
Se encuentra en Estados Unidos (en el área comprendida entre Maryland, Florida, Misuri y Texas).

## Estado de conservación
Se encuentra amenazada de extinción por la pérdida de su hábitat natural.